# Megalocolus notus
Megalocolus notus är en stekelart som beskrevs av T.C. Narendran 1989. Megalocolus notus ingår i släktet Megalocolus och familjen bredlårsteklar. Inga underarter finns listade i Catalogue of Life.